# ريزا هونتيفيروس
ريزا هونتيفيروس (بالإنجليزية: Risa Hontiveros) أو آنا تيريزا «ريزا» نافارو هونتيفيروس-باراكويل، ولدت في 24 فبراير عام 1966، هي سياسية فلبينية، وقيادية مجتمعية وصحفية، كانت نائبة عن حزب أكبايان في مجلس نواب الفلبين منذ 2004 حتى 2010. رُشحت إلى جائزة نوبل في عام 2005 لمجهوداتها في السلام والدبلوماسية والحوار. تعمل حاليا عضوة في مجلس الشيوخ الفلبيني بعد الفوز في انتخابات عام 2016، إذ كان مركزها التاسعة على الكل. قامت ريزا باسهامات نيابية قبل فوزها لتكون عضوة في مجلس الشيوخ في عامي 2013 و2010. 
ريزا واحدة من أبرز القيادين في الحركة الديمقراطية الاجتماعية ومدافعة عن حقوق مجتمع الميم  ومعارضة شرسة لحرب المخدرات التي خاضتها الدولة. تركز أجندتها التشريعية على الحريات المدنية والحريات الإنسانية وحريات المرأة ومجتمع الميم والأطفال وذوي الإعاقة والسكان الأصليين والطلاب والمزارعين وكبار المواطنين. ريزا أخت كبرى للصحفيات ومذيعات التليفزيون جينغاي وبيا هونتيفيروس.

## النشأة
ولدت هونتيفيروس في 24 فبراير عام 1966 في مانيلا. كانت جزءً من أطفال فون تراب في المحاكاة الفلبينية لـ«صوت الموسيقى» مع ليا سالونغا ومونيكا ويلسون وريموند لاوتشيغكو أثناء طفولتها بعمر الرابعة عشر. وقدمت للمرة الأولى للعمل السياسي بصفتها منظمة لحملة ضد مفاعل باتان النووي أثناء تلك الفترة أيضًا في مدرستها الثانوية. تخرجت هونتيفيروس بدرجة البكالوريوس في الآداب عن العلوم الاجتماعية من جامعة أتينو دو مانيلا. كانت ناشطة في اتحاد الطلاب أثناء وجودها في الجامعة، إذ ساهمت في النضال من أجل السلام والعدالة للمجتمعات المهمشة.
كانت أيضًا صحفية ومذيعة أخبار، وعملت لشبكتين تليفزيونيتين في الدولة وهما تعاونية البث الدولية (مذيعة فترة ما بعد الظهيرة) وشبكة جي إم إيه (شبكة جي إم إيه الإخبارية). تعاونت هونتيفيروس أثناء عملها ناشطة مع عدد من المنظمات والحركات: تحالف السلام (عملت أمينة عامة للتحالف من 1988 حتى 1992)، والمؤتمر القومي للسلام (عملت مستشارة حاكمة له منذ 1990)، والجهاز الحكومي لأحاديث السلام مع الجبهة الوطنية الديمقراطية (رأست لجنة العمل المشترك حول الإصلاحات الاجتماعية الاقتصادية منذ أغسطس عام 2998 حتى يوليو 1999)، وحركة المطالبة بفلبين اشتراكية، والمنظمة الديمقراطية الاشتراكية السياسية النسوية (أعيد انتخابها رئيسة للمنظمة في عام 2001)، وحركة فلبينا وهي منظمة اشتراكية نسوية، ومنظمة العفو الدولية في الفلبين (عضوة مجلس الإدارة)، ومعهد السياسة والحكم.

## الحياة السياسية

### مجلس النواب
دخلت هونتيفيروس السياسة للمرة الأولى كمرشحة ثالثة لقائمة حزب أكابيان في الانتخابات الوطنية عام 2004. ريزا واحدة من المعارضات البارزات لإدارة غلوريا ماكابغال-أرويو، خاصة أثناء ذروة فضيحة هالو غارسي في عام 2005. قُبض عليها في اليوم العالمي للمرأة لعام 2006، وأخذت إلى معتقل كارينغال في مدينة كويزن بدون تهمة واضحة، بالرغم من الطبيعة السلمية للوقفة الممثلة ليوم عالمي. أصبحت هونتيفيروس أول مرشحة في انتخابات منتصف المدة عام 2007. أصبحت هونتيفيروس عضوة من أقلية المجلس، بالإضافة للجان التالية في الكونغرس الرابع عشر: موائمات وأخلاقيات وامتيازات، وشئون خارجية، والمسئولية الحكومية والمسئولية العامة، وحقوق الإنسان، والموارد الطبيعية، والتعليم الفني والتعليم العالي، والسلام، والتصالح والوحدة، والمشاركة المجتمعية، والقواعد، والتجارة والصناعة، والنساء والمساواة الجندرية.
سنت هونتيفيروس عددًا من القوانين الناجحة في الكونغرس، منها قانون الأدوية الرخيصة الذي يخفض تكلفة الأدوية الضرورية بالسماح بالاستيراد الموازي والترخيص الإجباري، وتمديد البرنامج الشامل للإصلاح الزراعي، وهو قانون يمد من البرنامج القديم ويوفر بعض التعديلات المناسبة لاحتياجات المزارعين. شمل سجل هونتيفيروس التشريعي أيضًا قانون مكافحة البغاء الذي يهدف إلى النظر إلى البغاء كعرض وبنية اجتماعية متفجرة، وقانون التوازن الجندري الذي يهدف إلى ضمان تمثيل المرأة في كل البنى الحكومية، وقانون حقوق الطلاب ورفاهيتهم الذي يهدف إلى تعزيز الطلاب وحماية حريتهم على كل المستويات في المدارس العامة والخاصة.

### ما بعد الكونغرس
جاءت هونتيفيروس في المركز الثالث عشر على الكل في سباق انتخابات مجلس الشيوخ، مرشحة أمام المرشح ثم عضو مجلس الشيوخ بينيغنو أكوينو الثالث، ثم وصلت لأول 12 في الانتخابات الوطنية عام 2010. ظلت ريزا ناشطة بعد خسارتها المريرة في الانتخابات، وشاركت في العديد من القضايا مثل قضايا المهمشين وانتهاكات الإدارة السابقة. أصبحت شخصية بارزة مع أعضاء مجلس الشيوخ ميريام ديفينسور سانتياغو وبيا كايتانو في الحملا الوطنية لتمرير قانون الصحة التناسلية، الذي شاركت في كتابته أثناء فترتها في الكونغرس.
خسرت هونتيفيروس انتخابات مجلس الشيوخ للمرة الثانية أثناء ترشحها أمام تيم نوي في انتخابات منتصف المدة في عام 2013، لتحصل على المركز السابع عشر في السباق الانتخابي. كان شعارها الانتخابي معبرًا عن المكاسب التي حصل عليها الشعب من تحسين قانون الصحة التناسلية والنضال المستمر للتأمين الصحي الشامل والحكم الرشيد. عملت هونتيفيروس بعد ذلك أن ملاحظة أوسيمينا لرسائلها المتناقضة في حملتها الانتخابية ربما تكون السبب في خسارتها.
أصبحت هونتيفيروس من الثقات لمجلس منظمة التأمين الصحي في الفلبين في ديسمبر عام 2014. كانت هونتيفيروس ضمن الثقات حتى عام 2015.

### مجلس الشيوخ
ترشحت هونتيفيروس مرة أخرى لمجلس الشيوخ في انتخابات عام 2016، وفازت بمقعد في مواجهة حلف الرئيس بينيغنو أكوينو الثالث «كواليسون نغ دانغ ماتويد». جاءت هونتيفيروس في المركز التاسع، وأعلنت مفوضية الانتخابات الفلبينية فوزها بمقعد في مجلس الشيوخ. كانت مهمتها الدفاع عن المساواة والعدالة للجميع. ركزت جهودها التشريعية على تغطية مواضيع الصحة وحقوق المرأة وحقوق مجتمع الميم وحقوق الأطفال والحكومة وحقوق الصيادين وحقوق المزارعين والإصلاحات الحكومية والنشاط الإيجابي وحقوق الطلاب.
هونتيفيروس جزء من تحالف أعضاء الكونغرس وأعضاء مجلس الشيوخ الذين سنوا قانون مجلس الشيوخ رقم 935 أو قانون التوجه الجنسي ومساواة التعبير عن الهوية الجندرية، الذي رفضه الكونغرس من قبل لمدة 16 عامًا. في نوفمبر عام 2016، احتجت هونتيفيروس، مع المئات من المجموعات التقدمية، ضد الدفن المفاجئ للديكتاتور فيرديناند ماركوس في «مقابر الأبطال».
أيدت في عام 2017 أولوية القوانين الخاصة بإجازة الأبوة ومكافحة الإيداع المسبق للمال في المستشفيات، واستمرت في الدفاع عن قوانين مكافحة التمييز. ألفت هونتيفيروس قانون مجلس الشيوخ رقم 1345، أو قانون الصحة العقلية بالفلبين، الذي يهدف إلى إقامة قانون للصحة العقلية في الفلبين للفلبينيين بدمج خدمات الرعاية الصحية العقلية في النظام الصحي القومي العام، وضمان إتاحته لكل المستشفيات في الدولة. انتهت صياغة القانون في 17 فبراير عام 2017 ومرره مجلس الشيوخ في 2 مايو. فُعل قانون الصحة العقلية في الفلبين في يونيو عام 2018. 
كانت هونتيفيروس معارضة شرسة لعقوبة الإعدام ومحاولات إعادة تشريع تلك العقوبة، فقامت بالتعاون مع أعضاء آخرين بالمجلس بإعلان في فبراير عام 2017 أنهم لن يسمحوا بأي محاولة لتشريع مثل هذا القانون بعد تمريره من المجالس التشريعية الصغرى بالكونغرس. أدانت هونتيفيروس في 24 فبراير القبض على عضوة مجلس الشيوخ ليلى دو ليما، مسمية إياه «اضطهاد سياسي واضح وشيء يدعو للسخرية بالنسبة لنظام العدالة في الوطن». كانت هونتيفيروس ضمن أربعة أعضاء في مجلس الشيوخ صوتوا بالمعارضة، في 22 يوليو عام 2017، أثناء الجلسة الخاصة المشتركة للكونغرس لمد القانون العسكري في مينداناو. قالت في ذلك الشأن أن هناك قوانين أخرى بإمكانها مساعدة الحكومة على محاربة إرهابيي جماعة ماؤوتي. وأضافت: «لا أستطيع الثقة في الحكومة التي تلعب دور الإله بأرواح 8 آلاف إلى 12 ألف فلبيني من أجل ممارسة القانون العسكري». وقع إطلاق النار على كيان ديلوس سانتوس في 16 أغسطس. أدانت هونتيفيروس الحدث بوصفها شخصية معارضة لحرب المخدرات الفلبينية القاتلة التي قتلت على الأقل 20 أفل فلبييني. كانت هونتيفيروس واحدة من أبرز المبادرين للمطالبة بإجراء تحقيق في مجلس الشيوخ حول أفراد الشرطة الذين قتلوا ديلوس سانتوس. كما حجزت الشهود قانونيًّا بعد خوفهم من مضايقات انتقامية من الشرطة. 
كانت هونتيفيروس راعية ومؤلفة للقانون الجمهوري رقم 10932، أو «تعزيز قانون مكافحة إيداع المال في المستشفيات»، وهو قانون يزيد من العقوبات الواقعة على المستشفيات التي تشترط إيداع أي مال قبل البدء في الخدمات العلاجية لحالات الطوارئ. 
كشفت هونتيفيروس في سبتمبر عام 2017 وزير العدل فيتاليانو أغوير الثاني بتلفيق تهم زائفة ضدها خلال مراسلات نصية أثناء جلسة سماع وفيات الصغار التي سببتها الحرب على المخدرات في الفلبين. احتوت الرسائل النصية على تعليمات للممثل الزنوج الشرقيين جاتشينو باراس، وهو عضو في المجموعة المثيرة للجدل VACC، بتعجيل القضايا ضد هونتيفيروس. استخدم الوزير نفس الطريقة مع ليلى دو لاما، وأدى ذلك إلى القبض عليها قبل شهور من تلك الواقعة. نالت تلك الواقعة اهتمامًا عالميًّا بأن النظام القضائي يركز على إسكات هونتيفيروس وحبسها بدلًا من التركيز على جريمة القتل. تمكن الوزير من تحريك القضايا ضد هونتيفيروس في أكتوبر بالرغم من الكشف عن تلك المخططات. حاولت هونتيفيروس مع أعضاء آخرين بارزين في مجلس الشيوخ إقناع معارضيهم في المجلس باستعادة اقتراح موازنة 678 مليون بيسوس للمفوضية الفلبينية لحقوق الإنسان، لانتقاد الحرب القاتلة على المخدرات، في 13 سبتمبر عام 2017. خفض المجلس ميزانية المفوضية إلى ألف بيسوس. ولكن عادت الميزانية بعد مطالبات شعبية ومطالبات من مجلس الشيوخ. 
أصبحت هونتيفيروس في ديسمبر 2017 واحدة من الذين نالوا جوائز ريبل للمرة الأولى، وهي جائزة تُمنح «للأفراد الشجعان الذين قاموا باسهامات مهمة في نشر التوعية بشأن الإيدز وفيروس نقص المناعة المكتسبة، وإيقاف نشر الفيروس، والمساعدة في الحرب على الوصمة التي يعاني منها المرضى.»
نُشرت العديد من الأخبار الكاذبة على الفيسبوك وتويتر ويوتيوب ضد هونتيفيروس، بعد إعلانها رفض حملة الحرب على المخدرات في الفلبين التي بدأها الرئيس دوتيرتي، ومعارضتها للقانون العسكري، والتصدي للهجوم على المرأة ومجتمع الميم والسكان الأصليين. أُبطلت العديد من تلك الأخبار الكاذبة بعد الغضب الشعبي، ولكن ظلت الموجودة على يوتيوب متفشية. استمر نشر الأخبار الكاذبة عن هونتيفيروس، وتصاعدت حدته في عدد من وسائل التواصل الاجتماعي. ساعدت شبكات إخبارية وطنية في إبطال انتشار الأخبار الكاذبة. 
في مايو عام 2018، وجهت هونتيفيروس نقدًا قويًّا للقصر الرئاسي لـ«استجابته المخزية» في مواجهة الطغيان الصيني واستغلال البحر الغربي الفلبيني ونتوء بينهام. أدانت هونتيفيروس في 11 مايو إقالة كبيرة القضاة ماريا لورديس سيرينو، مسمية هذا الفعل «طعنة في قلب لدستور».
مررت هونتيفيروس قانونًا في يوليو عام 2018، ويوفر هذا القانون رعاية صحية إجبارية لذوي الإعاقة في الفلبين. كانت هونتيفيروس الراعية والمؤلفة الرئيسة للقانون. وبعد مرور سنة على قتل كيان ديلوس سانتوس، في 16 أغسطس عام 2018، سعت هونتيفيروس إلى إصدار قرار لإعلان أن كل يوم 16 من أغسطس هو «يوم وطني للذكرى» لكل ضحايا القتل غير القانوني تحت حكومة دوتيرتي وحربها المزعومة على المخدرات، لإحياء ذكرى كيان ديلوس سانتوس.